# Calodromius spilotus

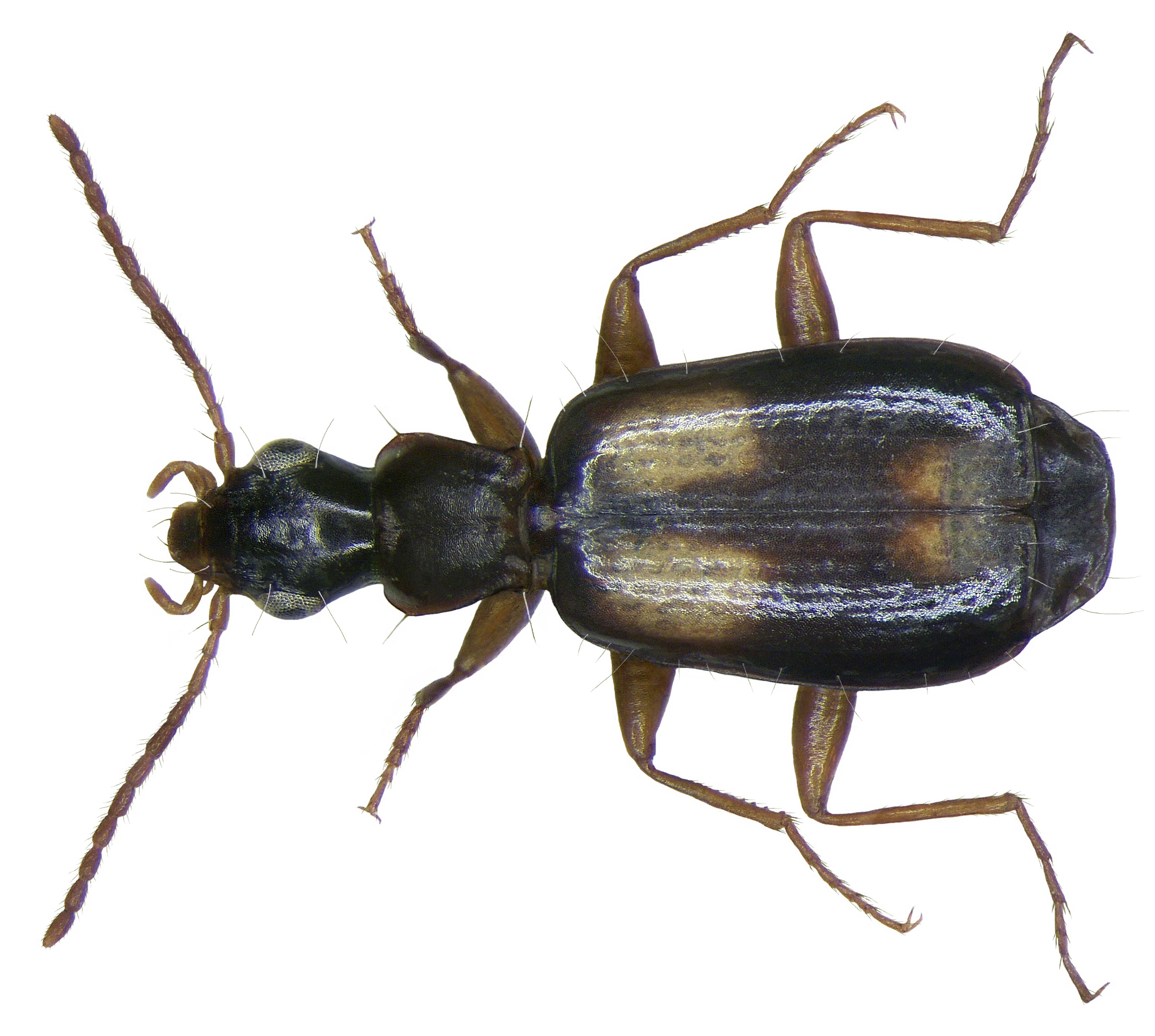
Präparat

Calodromius spilotus ist ein Käfer aus der Familie der Laufkäfer (Carabidae).

## Merkmale
Calodromius spilotus ist einer von zwei Vertretern der Gattung Calodromius in Mitteleuropa. Die andere Art ist Calodromius bifasciatus. Die Käfer sind 3,5–4,6 mm lang. Der Kopf ist schwarz glänzend. Die Schläfen sind etwa so lang wie die Augen. Der rotbraun bis braunschwarz gefärbte Halsschild ist etwa gleich lang wie breit. Der Halsschild ist vor den relativ scharfen rechtwinkligen Hinterecken konkav geformt. Das Schildchen ist schwarz. Die schwarzen Flügeldecken weisen zwei gelbliche Schulterflecke sowie zwei gelbliche Apikalflecke auf. Die Apikalflecke fehlen bei der seltenen Form Calodromius spilotus var basalis Schilsky, 1888. Die Flügeldecken weisen ein dunkles Basaldreieck auf. Fühler, Mandibeln und Beine sind gelbbraun gefärbt.

## Verbreitung
Die Art ist in fast ganz Europa vertreten. Sie kommt auch auf den Britischen Inseln vor. In Mitteleuropa ist sie im Süden häufig. Das Verbreitungsgebiet reicht im Süden bis nach Nordafrika, im Osten über Kleinasien bis in den Nahen Osten.

## Lebensweise
Die nachtaktiven Käfer verstecken sich tagsüber unter der Rinde verschiedener Koniferen, insbesondere Kiefern (Pinus) und Fichten (Picea), sowie verschiedene Laubbäume (u. a. Apfel (Malus)). Man beobachtet die Käfer hauptsächlich in der Winterjahreshälfte zwischen September und März. Eine Paarung der Käferart wurde im Winter dokumentiert. Die Käferart bildet eine Generation pro Jahr. Die Imagines der neuen Generation erscheinen im Spätsommer.

## Taxonomie
In der Literatur findet man folgende Synonyme:
- Philorhizus spilotus (Illiger, 1798)
- Philorhizus quadrinotatus (Panzer, 1800) nec Fabricius, 1798
- Carabus spilotus Illiger, 1798
- Carabus quadrinotatus Panzer, 1799
- Dromius basalis Skilsky, 1888
- Dromius championi Bedel, 1907